# Tactusa sumatrensis
Tactusa sumatrensis là một loài bướm đêm thuộc họ Erebidae. Nó được tìm thấy ở miền bắc Sumatra.
Sải cánh dài 12–13 mm. 